# Onga (Fukuoka)
Onga (jap. 遠賀町 Onga-machi) – miasto w Japonii, na wyspie Kiusiu, w prefekturze Fukuoka. Według danych na rok 2020 miejscowość zamieszkiwało 723 723 mieszkańców , a gęstość zaludnienia wyniosła 845,3 os./km².